# Dimarella guarica
Dimarella guarica là một loài côn trùng trong họ Myrmeleontidae thuộc bộ Neuroptera. Loài này được Stange in Miller & Stange miêu tả năm 1989.